# Obszar ochrony ścisłej Wilków
Wilków – obszar ochrony ścisłej o powierzchni 358,09 ha położony w północnej części Kampinoskiego Parku Narodowego, utworzony w 1959 roku.
Położony na południowej części północnego pasa wydmowego Puszczy Kampinoskiej, na północ od wsi  Stara Dąbrowa. W bezpośrednim sąsiedztwie, od wschodu, znajduje się OOŚ „Biela”. Po południowej jego granicy przebiega  Północny Szlak Leśny im. Teofila Lenartowicza, a po wschodnim krańcu  Szlak im. Aleksandra Janowskiego.
Obszar ochrony ścisłej obejmuje zgrupowanie wydm parabolicznych o najwyższym (do 30 m) przewyższeniu na terenie Puszczy Kampinoskiej. Wydmy porośnięte są borem sosnowym świeżym, mieszanym i wilgotnym. Znajdujący się tu drzewostan należy do najstarszych w Puszczy. Na silnie nasłonecznionych, stromych południowych zboczach występują dąbrowy świetliste z charakterystycznymi dla niej kserotermami: pięciornikiem białym, kłosownicą pierzastą, ciemiężykiem białokwiatowym i chabrem driakiewnikiem. Występują tu m.in. jelenie oraz bocian czarny.